# DJ-Mixer

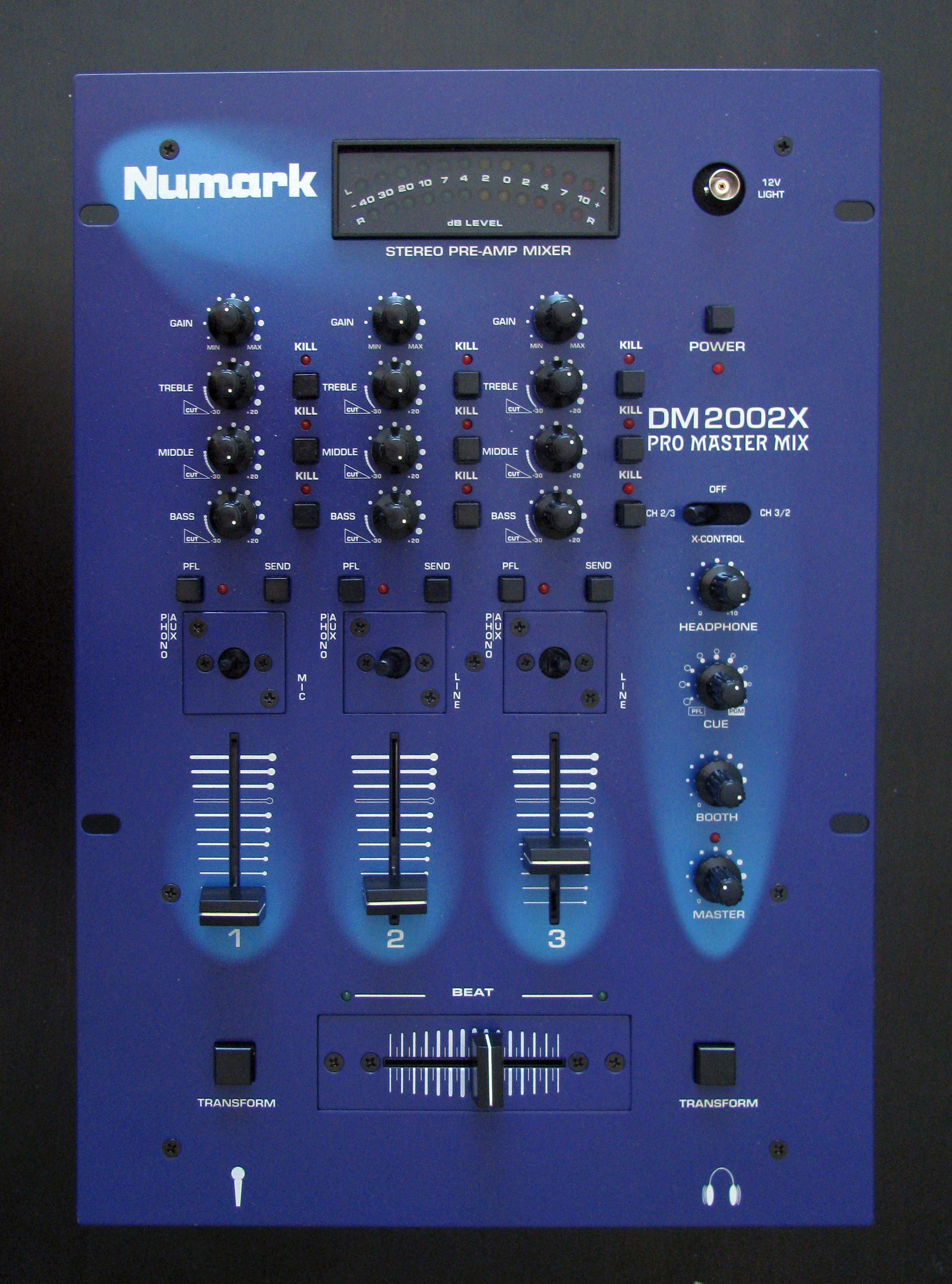
DJ-Mixer mit typischem Crossfader-Regler (unten querliegend)

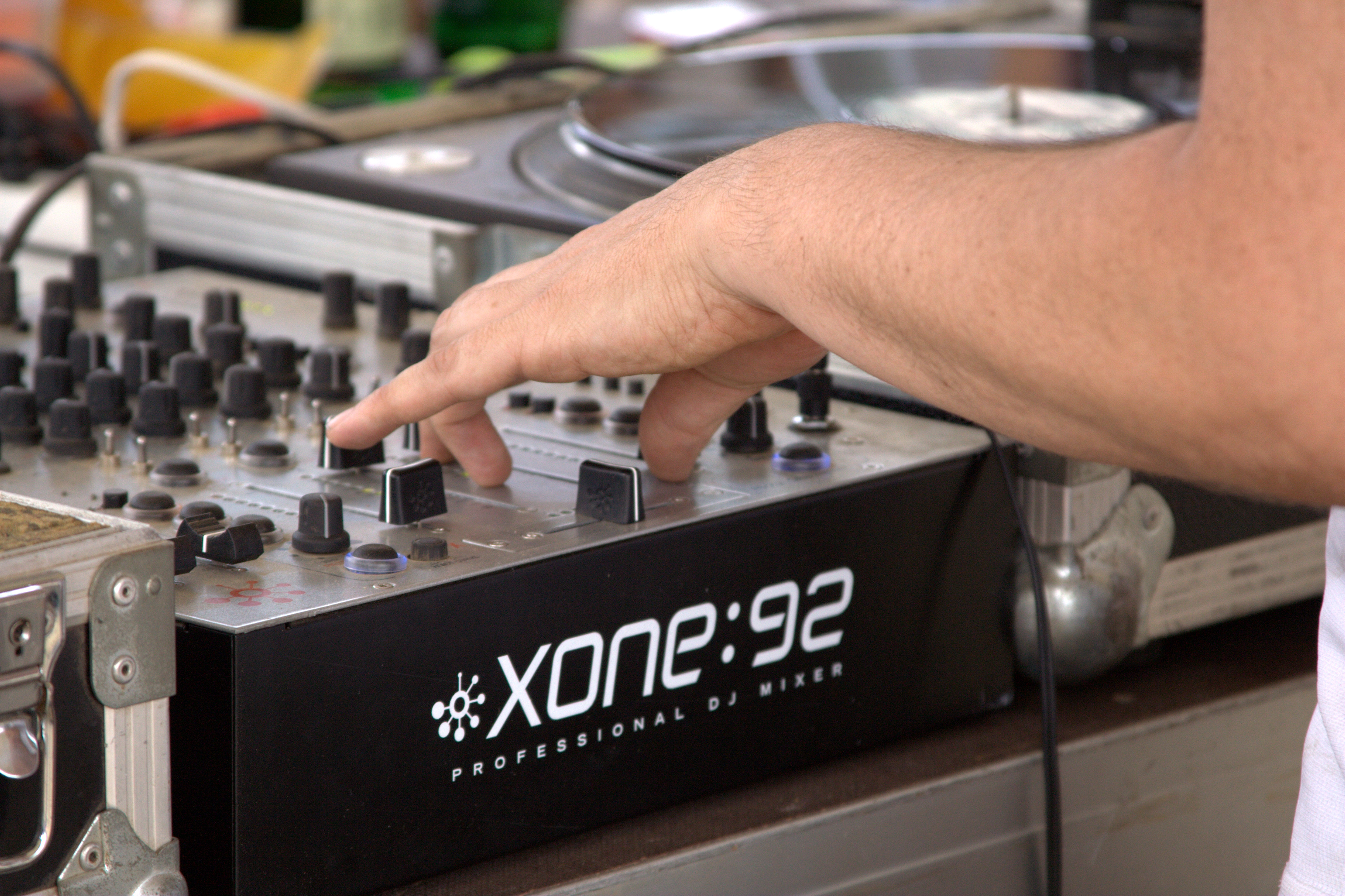
Club-Mixer XONE 92 von Allen & Heath

Ein DJ-Mixer ist ein spezielles Mischpult für DJs. Der DJ nutzt Schieberegler am DJ-Mixer, um die Musiksignale von mehreren Signalquellen zusammenmischen zu können – im einfachsten Fall, um damit einen fließenden Übergang zwischen aufeinanderfolgenden Songs zu erzielen. Angeschlossen sind typischerweise Plattenspieler, CD-Player oder auch Personal Computer mit abgespeicherten Musikdateien.
Die prägnantesten Unterschiede eines DJ-Mixers zu Audio-Mischpulten für den Tonstudio- oder PA-Bereich sind das Vorhandensein eines Crossfaders, die Beschränkung auf Line-Signale (weniger oder gänzlich fehlende Mikrofonvorverstärker) sowie die einfachere Ausstattung mit Filtern in den Kanalzügen. Zudem liegt die Anzahl der Kanäle bzw. Kanalzüge, und damit die Anzahl der anschließbaren und mischbaren Tonquellen, zweckmäßigerweise meist zwischen zwei und sechs. Dadurch ist auch die Zahl der Schieberegler auf der Bedienoberfläche, und folglich die Baubreite, weit geringer als bei konventionellen Studio- oder PA-Mischpulten.

## Funktionsweise
DJ-Mixer haben ähnliche Aufgaben und Funktionen wie ein Mischpult, nur dass sie den Bedürfnissen der DJs (Disk Jockeys) angepasst sind. DJ-Mixer sind in der Regel sehr robust.
Mit Hilfe von diversen Potentiometern können verschiedene Audiosignale zu einer Signalsumme (häufig als Master-Signal bezeichnet) zusammengeführt werden. Je nach Ausstattung des Gerätes ist es möglich, die Einzelsignale vor der Summierung im Frequenzspektrum zu bearbeiten. DJ-Mixer arbeiten mit Zwei- oder Mehrkanal-Stereotechnik, die sich individuell anpassen lässt.
Weit verbreitet sind mittlerweile auch DJ-Controller als Komplettsysteme, in welche ein Mixer enthalten ist. Manche Controller erlauben auch den zusätzlichen Anschluss externer Soundquellen an den integrierten Mixer.

## Parameter
Im folgenden Abschnitt werden die wichtigsten Parameter des DJ-Mixers vorgestellt. Da es viele Hersteller in dem Bereich der DJ-Mixer gibt, gibt es auch viele verschiedene Bezeichnungen der Funktionen. Die hier besprochenen sind die am häufigsten gebrauchten; abweichende Bezeichnungen lassen sich herleiten. Aufgrund der Fülle an verschiedenen Mixern beschreibt diese Liste nur die Standardfunktionen.

### Trim/Level/Gain
Dieser Regler bringt das Signal auf einen optimalen Arbeitspegel. Durch korrekte Anpassung der eingehenden Signale an den Arbeitspegel des Mixers können Verzerrungen (durch zu hohen Signalpegel) und Rauschen (durch zu geringen Signalpegel) minimiert werden.

### Linefader
Der Linefader macht die Einzelsignale lauter bzw. leiser. Meistens weist er einen Faderweg von 45 mm bis 100 mm auf. Mit ihm lassen sich sowohl langsame Fades als auch schnelle Breakes verwirklichen. Auch für einige Scratchtechniken wird er eingesetzt. Im Bereich der Housemusik werden auch DJ-Mixer eingesetzt, die anstelle der Linefader große als Rotary oder Dial Fader bezeichnete Drehregler aufweisen.

### Crossfader
Der wohl bedeutendste Unterschied zum Mischpult ist der Crossfader. Dieser kann zwei oder mehrere Kanäle überblenden, ohne dass man die Linefader benutzen muss. Der Crossfader ist eine von DJs häufig benutzte Funktion. Gerade im Battlebereich kommt ihm eine besondere Bedeutung zu.
Mit einem Crossfader kann man z. B. Tracks ineinanderspielen.
Da der Crossfader der am meisten bewegte Fader des Mischpultes ist, wird er häufig in höherer Qualität ausgeführt als die Linefader.
- Normale Fader regeln die volle Kanalspannung und tasten die Position auf einer leitenden Kontaktplatte ab. Wenn diese Platte verschleißt oder verschmutzt, fangen die Fader bei Bewegung an, laut zu knacken.
- VCA-Fader (Voltage Controlled Amplifier) regeln eine geringere Hilfsspannung, bei der das Knacken deutlich reduziert wird.
- Der PCV-Fader (Plastic Conductive Volume) mit leitenden Kunststoffschienen soll mehr als zwei Millionen Faderbewegungen möglich machen.
- Photo-Optische Fader arbeiten mit einer Lichtschranke und sind verschleißfrei.

### C.F.-Curve
Die C.F.-Curve ist nicht in allen DJ-Mixern einstellbar. Sie definiert die Strecke, die der Crossfader (C.F.) braucht, um ein Signal voll einzublenden. Ein geringer Curvewert lässt den aktiven Faderweg auf ein Minimum schrumpfen. Damit lassen sich Übergänge in einem Bruchteil einer Sekunde verwirklichen. Diese Funktion ist für das Scratchen wichtig.

### EQ
Der Equalizer (EQ) besteht beim DJ-Mixer meist aus einem dreibandigen Filter, der sich in der Regel breitbandig verhält. Das bedeutet bei diesen Mixern, dass es meist für Höhen, Mitten und Bässe jeweils ein Dreh-Potentiometer gibt, der es ermöglicht, die Lautstärke des jeweiligen Frequenzbereiches zu ändern.

### Killswitch
Einige Mixermodelle verfügen über eine Killswitch-Taste bzw. einen Killswitch-Schalter. Diese Funktion entfernt alle Frequenzen des jeweiligen Frequenzbandes sofort. Diese Funktion wird hauptsächlich bei elektronischer Musik verwendet. Die Ausblendung des jeweiligen Frequenzbandes erfolgt mit einem steilwandigen Filter. Die Flankensteilheit beträgt dabei mindestens 12 dB pro Oktave.

### Pan
Das Panorama-Potentiometer erlaubt dem DJ eine Anpassung der Signale im Stereoverhältnis.
L bedeutet links und R steht für rechts. Man kann das Audiosignal damit auf L oder R herunterregeln, ohne den anderen Kanal zu verändern. Einige Mixer der Firma Vestax begrenzten das Panning auf die Mitten und Höhen und ließen die Bassfrequenzen unangetastet. Mixer mit Effektsektion haben meist einen automatisch ablaufenden Pan-Effekt, der sich z. B. bei den Mixern der Pioneer-DJM-Serie ab Modell 500 beatgenau einstellen lässt.

## Einsatzgebiete

### Clubmixer

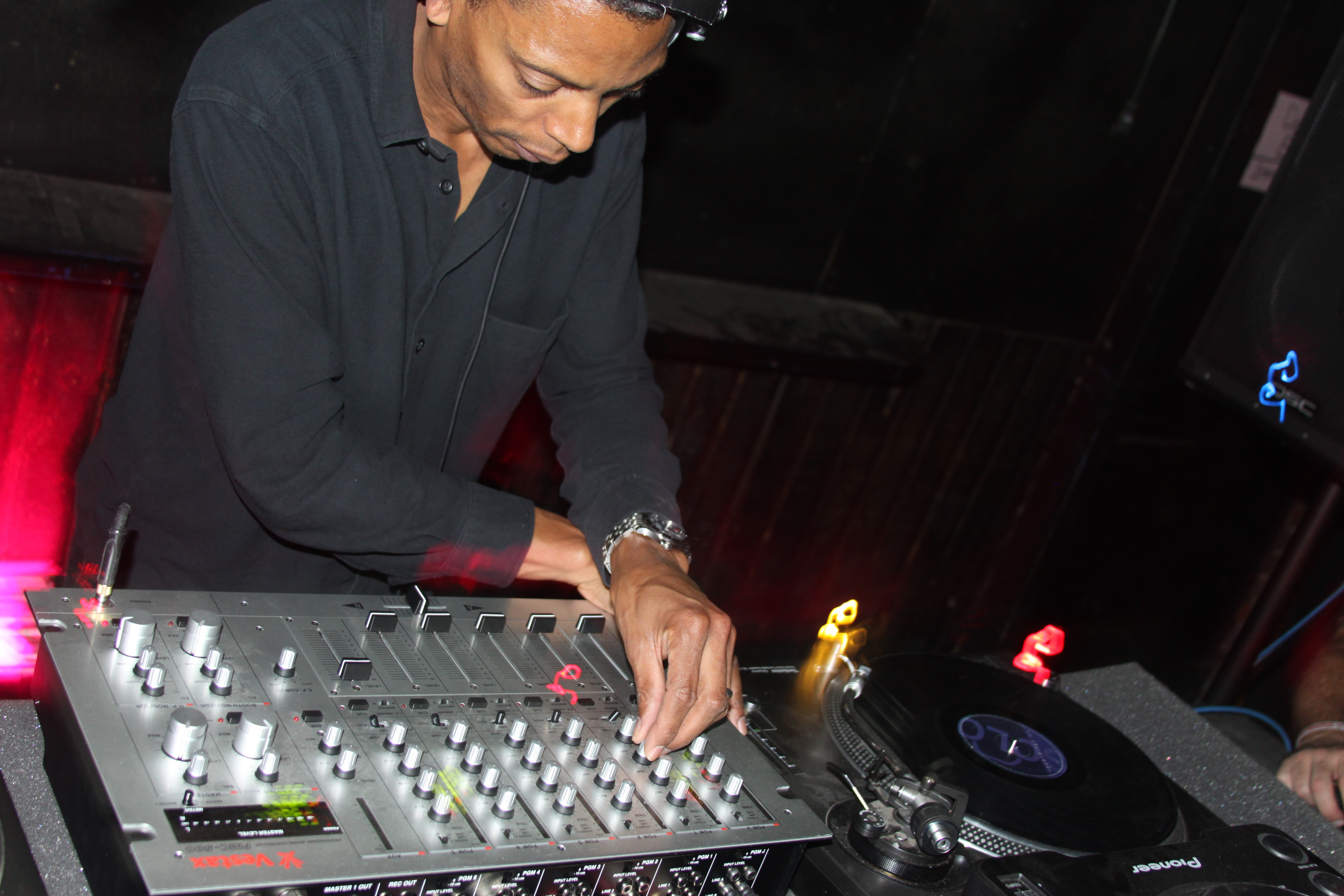
Clubmixer im 19-Zoll-Format von Vestax, bedient von Jeff Mills. Der Mixer hat fünf Kanäle, deren Pegel sich über die schwarzen Schieberegler einstellen lassen (der Regler ganz links vor Mills ist für den Gesamt-Ausgangspegel). Mills bedient gerade einen der als Drehknöpfe gestalteten Klangregler für einen der Kanäle.

Clubmixer sind häufig fest in gastronomischen Betrieben eingebaut und benötigen deshalb eine Vielzahl an Kanälen, damit lästiges Umstecken von Kabeln nicht erforderlich ist. Sie besitzen meist mindestens vier Kanäle und einen Crossfader, der sich den einzelnen Kanälen zuweisen lässt. Auch ein Mikrofoneingang für Ansagen und kleine Performancekünste ist in den Clubmixern ein Standard. Auch hinsichtlich Robustheit und Klangqualität müssen diese für den Clubeinsatz geeignet sein. Manche Modelle weisen eine Breite von 19" auf, um sie in ein Rack einbauen zu können.
Neben den oben beschriebenen Standardfunktionen besitzen Clubmixer oft weitere technische Merkmale, wie beispielsweise eine Effektsektion, die es dem DJ erlaubt, seinen Mix mit Hall, Delay oder Choruseffekten etc. zu verzieren. In einigen Mixern sind sogar ganze Sampler integriert, die Loopsampling unterstützen. Weit verbreitete Clubmixer sind die DJM Serie von Pioneer (DJM-500 bzw. seine Nachfolger) und der XONE:92 von Allen & Heath, ein bekannter 19" Mixer ist die MX180 Serie von Rodec.

### Battlemixer
Battlemixer unterscheiden sich hauptsächlich in der Ausstattung von den Clubmixern. Sie sind besonders schmal, damit man die Plattenspieler möglichst nah zusammen aufbauen kann und so den Weg, den die Hände von der Platte zu den Reglern nehmen müssen, minimiert. Sie sind somit den speziellen Anforderungen eines DJ-Battle (kurz Battle) angepasst. Man kann generell sagen, dass Battlemixer weniger Funktionen haben als Clubmixer, da sie zum Scratchen und zum Juggling entworfen sind, und sich deshalb auf die nötigste Ausstattung beschränken. Neben den zwei Kanälen, die ein Battlemixer aufweist, sind viele Hersteller dazu übergegangen, noch einen Sessioneingang in die Geräte zu integrieren, der dazu dient, zwei Battlemixer miteinander zu kombinieren.
Battlemixer sind extrem robust, und ihr Design ist schnell überschaubar. Die Fader sind sehr leichtläufig und haltbar, in ihnen liegen auch die größten qualitativen Unterschiede unter den Battlemixern. Fast alle Bauteile des Mixers sind austauschbar und werden von den Herstellern separat angeboten. Ein typischer Battlemixer ist der PMC-07 Pro von Vestax.